# Сошнин, Илья Игоревич (игрок в пляжный футбол)
Илья Игоревич Сошнин (род. 17 февраля 1992) — российский игрок в пляжный футбол.
В 2011—2012 годах играл в Кубке и чемпионате России за ЦСКА. Обладатель Кубка европейских чемпионов 2013 в составе московского «Локомотива», играл за команду в чемпионате России — 2013, 2014, 2016. В 2017 году выступал в зимнем чемпионате Москвы за «Элмонт», затем — за «ЦДКА».
С 2018 года — игрок любительских команд клуба «Пересвет» Домодедово.